# فارس بلا جواز (مسلسل)
فارس بلا جواز هو مسلسل تلفزيوني مصري عرض في رمضان 1442هـ/2021م.

## قصة المسلسل
تدور أحداث المسلسل، من خلال حلقات متصلة منفصلة، عندما يواجه فارس ظروفًا خارجة عن إرادته، مما يضطره إلى البحث عن عروس.

### أسباب فشل الزيجات
| 1. الزوجة الاولى: يارا ح1 - رفضا بعض امام الجميع 2. الزوجة الثانية: حاتمة ح2، 3 - بخيلة 3. الزوجة الثالثة: رئيسة ح3، 4 - أرهابية 4. الزوجة الرابعة: ريم ح4، 5 - متحررة ومخطوبة 5. الزوجة الخامسة: نسمة ح6 - موسوسة 6. الزوجة السادسة: مروة ح7، 8 - لصة | 1. الزوجة السابعة: صابرة ح8 - 10 - قاتلة 2. الزوجة الثامنة: زينة ح11، 12 - دجالة 3. الزوجة التاسعة: سلمى ح13، 14 - مجنونة 4. الزوجة العاشرة: سلافة ح14، 15 - متزوجة وحامل 5. الزوجة الحادية عشر: ميرا ح15 - ح17 - رياضية 6. الزوجة الثانية عشر: بسنت ح17 - تحب أخر 7. الزوجة الثالثة عشر: إسراء ح19، 20 - نصابة 8. الزوجة الرابعة عشر: يُمنى / يسرا ح21، 22 - شريكة في قتل 9. الزوجة الخامسة عشر: قمر ح22 - ح24 - تحب أخر 10. الزوجة السادسة عشر: نوسة الشمساوية ح24 - ح26 - السير أثناء النوم 11. الزوجة السابعة عشر: أسيا الملواني ح27، 28 - الإصابة بكورونا 12. الزوجة الثامنة عشر: ناظلي ح27 - ح29 - رفضته |

## فريق العمل

### بطولة
| - مصطفى قمر: فارس - طارق عبد العزيز: المحامي غَلّاَب - طارق الإبياري: أدهم - سليمان عيد: المأذون | - مصطفى حمزة: سعيد - محمد يوسف اوزو: الظابط حسن - محمد طعيمة: د. أمجد | - محمد مغاوري: عدوي - راندا عبد السلام: فريدة - محمد ثروت: زهدي مأمور الضرائب |

ضيوف الحلقات
| - محمد نصر:: ضيف ح1، 30 - أحمد بسيم: ضيف ح1، 30 - نانسي صلاح: يارا الزوجة الاولى ح1 - محمد السعدني: نبيل ضيف ح 1 - صلاح عبد الله: قنديل جد فارس ح1، 29 - أسماء أبو اليزيد: حاتمة الطائي ح2، 3 - داليا البحيري: رئيسة عبدالتواب ح3، 4 - مصطفى درويش: زعفراني ح3 - هيدي كرم: ريم الشناوي ح4، 5 | - أحمد التهامي: هيثم ح5 - هنا شيحة: نسمة ح6 - عبير منير: مديحة ح6 - ندى موسى: مروة ح7، 8 - بشرى: صابرة ح8، 9، 10 - أحمد عثمان: سامح الشرقاوي ح8 - ح11 - محمد أسامة: مخيمر ح9، 10 - ديما بياعة: العرافة زينة ح11، 12 - سامي مغاوري: برهام شيخ القبيلة ح11، 12 | - هنادي مهنا: سلمى ح13، 14 - مي سليم: سلافة ح14، 15 - مصطفى عبد السلام: زوج سلافة ح15 - داليا مصطفى: ميرا ح15 - ح17 - فاطمة عادل: بسنت ح17 - بيومي فؤاد: حواش عوف عبدالعال ح17 - تيام قمر: تامر ح17 - أسامة عبد العال: عتريس عبدالعال عوف ح18 - ويزو: إسراء ح19، 20 | - ريم البارودي: يُمنى / يسرا ح21، 22 - عائشة عثمان: قمر ح22 - ح24 - محمد حسني: سمعة ح23 - ح25، 28، 29 - مي كساب: نوسة الشمساوية ح24 - ح26 - حمادة بركات: حمادة ح24 - ح26 - محمد الشربيني: ح25، 26 - مريم البحراوي: سناء ح25، 26 - نور قدري: أسيا الملواني ح27، 28 - سوسن بدر: ناظلي ح27 - ح29 |

شارك في التمثيل
| - جمال يوسف: رياض المحاسب الضريبي - عم حامد - إيمي رزيق - ترنيم عبدالوهاب: صاحبة العروسة يارا | - ناردين - ايمن حامد - يوسف ياسر |

### إداريون
| - وان ديجيتال و تياترو : انتاج - عصام كفافي - رانيا الجيد - محمد فودة : منتجين - مصطفى قمر: غناء التتر - محمود الليثي: (مؤدي الاغنية) - فداء الشندويلي: مؤلف - معتز حسام: مخرج - عمر بهجت: أخراج - نانسي يوسف: توزيع وانتاج - مايكل أسامة: تصوير - أحمد عصام - علي ماجد: فوكس بولر - احمد سرور: كيي جريب - محمد توتي: جافير - مؤمن زكي - ميمس عمران: مشرف كاميرات - علي الزهار: ديكور - شريف حمدان: موسيقى تصويرية - محمد عبد العظيم - حسام عبد العظيم: مهندس صوت ومكساج - محمود السعدني: المدير الفني - شريف فتحي - وائل فرج - مونتاج ومؤرات صوتية | - عصام سلامة: منتج أول - محمد عصام: مونتير مساعد - أحمد السعدني: مساعد مونتير - دينا جدير: منتج - محمود عصام: تصحيح الوان - هيثم دهب - سامح حنفي: ماكياج - علي سامي - سامح صلاح: تصميم التترات - رامي المصري: ألحان وتوزيع - محمد قاسم: كلمات التتر - أحمد جودة: مكس وماستر التتر - حمادة بسيوني: تنفيذ أغنية التتر - خلود حامد: مساعد مخرج - هشام عادل: إدارة الطاقم - محمد مصطفى - مصطفى مجدي- محمد عبدالعزيز: مدير الانتاج - سعيد عبد المقصود - شادي جيدا - محمد جمال - مايكل رزق: مدير الانتاج - محمد مندوه - مصطفى محمد - محمود عادل: محاسبين - أشرف صلاح: مدير الموقع | - عاطف إسماعيل: خدمات إنتاجية - نهى يوسف - أمير بركات: علاقات عامة وتسويق - هاني البحيري: ملابس - مؤمن حجازي: مساعد مخرج اول - علياء عبد الخالق: سكريبت حركة - محمد شكري: سكريبت - ندى عبد الحفيظ: سكريبت حوار - مي عبد الحفيظ: سكريبت اكسسوار - تقى سعيد: مساعد مخرج ثاني - ستايلست: عبير بدراوي - أحمد عباس: مدير إدارة الإنتاج - سعاد الهجان: مخرج منفذ - رامز عاطف: مونتاج - تامر جوزيف - مارك عوني: مدير التصوير - محمد عبد الحفيظ: منتج فني - رفعت عبدالحكيم: منفذ الملابس - عبير البدراوي: ستايلست |